# Oslavany
Oslavany (in tedesco Oslawan) è una città della Repubblica Ceca facente parte del distretto di Brno-venkov, in Moravia Meridionale.

## Geografia
Oslavany si trova a circa 20 kilometri a sud-ovest di Brno, lungo le rive del fiume Oslava, che circonda la città da nord, ovest ed est ed è attraversato da due ponti. Sulla città svetta il Monte Kukla, dove si trova la miniera di carbone ed il suo sistema di trasporti.